# Bacong
Bacong és un municipi de la província de Negros Oriental, a la regió filipina de les Visayas Centrals. Segons les dades del cens de l'any 2007 té una població de 28.310 habitants distribuïts en una superfície de 40,30 km².

## Divisió administrativa
Bacong està políticament subdividit en 22 barangays.
| - Balayagmanok - Banilad - Buntis - Buntod - Calangag - Combado - Doldol - Isugan | - Liptong - Lutao - Magsuhot - Malabago - Mampas - North Poblacion - Sacsac | - San Miguel - South Poblacion - Sulodpan - Timbanga - Timbao - Tubod - West Poblacion |